# Orliwka (rejon krasnohwardijski)
Orliwka (ukr. Орлівка, ros. Орловка, Orłowka) – wieś na Ukrainie, w Autonomicznej Republice Krymu (de iure stanowiącej integralną część państwa ukraińskiego, w 2014 anektowanej przez Rosję i odtąd funkcjonującej jako Republika Krymu), w rejonie krasnohwardijskim. W 2001 liczyła 120 mieszkańców, wśród których 19 wskazało jako ojczysty język ukraiński, 65 rosyjski, a 36 krymskotatarski. Według spisu ludności przeprowadzonego przez okupacyjne władze rosyjskie populacja wsi w 2014 wynosiła 53 osoby.